# Los Perdedores (película)
The Losers (conocida en español como Los perdedores) es una película de acción y comedia adaptación de la novela gráfica homónima de Andy Diggle. Está dirigida por Sylvain White, y cuenta con un reparto coral encabezado por Idris Elba, Jeffrey Dean Morgan, Chris Evans, Óscar Jaenada y Zoe Saldaña. The Losers fue estrenada en Estados Unidos el 23 de abril de 2010. 

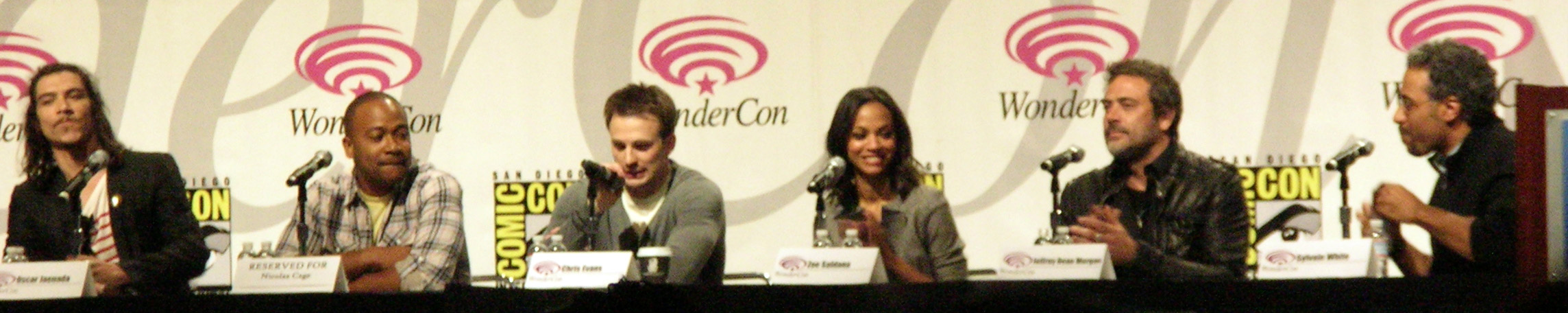
Panel del reparto de The Losers en WonderCon 2010

## Argumento
Los perdedores son un equipo élite black-ops de Estados Unidos en las Fuerzas Especiales, dirigido por Clay (Jeffrey Dean Morgan) y formado por Roque (Idris Elba), Pooch (Columbus Short), Jensen (Chris Evans) y Cougar (Óscar Jaenada), que son enviados a Bolivia en una misión de búsqueda y destrucción de un recinto dirigido por un señor de la droga. Mientras preparaban un objetivo para un ataque aéreo próximo, los perdedores detectan niños esclavos en el complejo y tratan de cancelar el ataque, pero su superior, cuyo nombre en código es "Max" (Jason Patric), hace caso omiso de sus súplicas.
Sin ninguna otra opción, los perdedores entran en el recinto, logran rescatar a los niños y matar al capo de la droga en el proceso. Cuando llega un helicóptero para recogerlos deciden dejar que monten primero los niños, Max, convencido de que los perdedores saben demasiado, manda derribar el helicóptero para matarlos, sin saber que ellos decidieron rescatar a los niños primero. Los perdedores ven como un misil destruye el helicóptero y mata a 25 personas inocentes. Sabiendo que el ataque estaba destinado a matarlos, fingen su muerte y quedan varados en Bolivia, decididos a vengarse del misterioso Max.
Cuatro meses más tarde, Clay es arribado por Aisha (Zoe Saldaña), una misteriosa mujer que le ofrece la oportunidad de matar a Max, de quien ella quiere vengarse. Clay acepta y Aisha se encarga de que los perdedores puedan volver a los Estados Unidos, donde proceden a atacar a un convoy que supuestamente llevaba a Max, solo para descubrir que fueron engañados por Aisha para robar un disco duro con los secretos de Max.
Incapaces de acceder a los archivos, Jensen se infiltra en la empresa que hizo la unidad y le roba un algoritmo que le permite descifrar el código, descubriendo que la unidad contiene créditos para una transferencia de $ 400 millones en nombre de Max, que recibió por la venta de "Snukes" - bombas ecológicas con la potencia de una ojiva nuclear, pero sin la radiación - a los terroristas internacionales. Siguiendo el flujo de dinero al puerto internacional de Los Ángeles, que los perdedores deducen es la base de Max, un plan es formado para atacar la base y matar a Max.
Mientras estudia el disco, Jensen descubre que su misión en Bolivia era una tapadera para que Max pudiera robar el dinero del capo de la droga, y que Aisha es la hija del capo, tratando de recuperar lo que Max le robó. Después de que su tapadera es descubierta, Aisha dispara a Jensen y se escapa. Creyendo que podría traicionarlos, los perdedores deciden acelerar su ataque a la base de Max, solo para ser traicionado por Roque y capturado por Max y su mano derecha y jefe de seguridad, Wade (Holt McCallany).
Cuando los perdedores están siendo alineados para su ejecución, Aisha regresa y ataca sorpresivamente al equipo de Max. En la lucha, Clay confirma que él mató al padre de Aisha. Roque intenta robar el plano de Max, cargado con su dinero, y trata de escapar. El jet de Roque se dirige a la pista, Wade toma una motocicleta y va tras él para recuperar el dinero de Max. Cougar dispara al motor de la moto, causando que Wade se precipite en el motor del avión y la motocicleta en llamas caiga dentro de la cabina, que explota, matando a Roque.
Jensen, Cougar y Aisha ayuda a Pooch, a quien uno de los guardias de seguridad de Max le ha disparado en ambas piernas, Clay persigue a Max hasta una grúa, donde Max dice que ha activado un Snuke que va a destruir a Los Ángeles, y Clay tendrá a elegir entre la desactivación del dispositivo o matar a Max. Clay escoge la desactivación y Max escapa, pero Clay afirma que ahora sabe cómo luce Max y que pronto lo encontrará.
Poco después, los perdedores ayudan a Pooch a llegar al hospital donde su esposa embarazada está dando a luz a su hijo y asisten al partido de fútbol de la sobrina de 8 años de Jensen.

## Reparto
- Jeffrey Dean Morgan como el Coronel Franklin Clay.
- Idris Elba como el Capitán William James Roque.
- Zoe Saldaña como Aisha al-Fadhil.
- Chris Evans como Capitán Jake Jensen
- Columbus Short como el Sargento Linwood 'Pooch' Porteous.
- Óscar Jaenada como el Sargento Carlos 'Cougar' Alvarez.
- Jason Patric como Max.

## Producción

### Desarrollo
En 2007 fue anunciada la adaptación, con un guion de Peter Berg y James Vanderbilt, para ser dirigida por Tim Story y distribuida por Warner Bros. En octubre de 2008 Variety anunció que Sylvain White reemplazaría a Story, con Dark Castle Entertainment al mando de la producción.
En febrero de 2009, se anunció que Jeffrey Dean Morgan lideraría el reparto, interpretando a Clay. En marzo de 2009, se confirmó que Columbus Short sería Pooch, Idris Elba interpretaría a Roque y Zoe Saldaña actuaría como Aisha, Chris Evans como Jensen y el español Óscar Jaenada dando vida a Cougar. En agosto de 2009, se cerró el reparto principal con la contratación de Jason Patric como Max.

### Rodaje
El rodaje comenzó en Puerto Rico, en julio de 2009. Todas las escenas, incluyendo las de Bolivia, Miami y Dubái fueron rodadas en varios pueblos de la isla de Puerto Rico, y unas pocas corresponden a Azogues, Ecuador, tomadas a finales del siglo XIX.

## Lanzamiento
En junio de 2009, Warner Bros. lanzó como fecha prevista de estreno el 9 de abril de 2010. Posteriormente fue retrasada al 4 de junio de 2010, para de nuevo adelantarla al 23 de abril. El tráiler fue lanzado el 29 de enero de 2010, y se pudo ver en los cines antes de Edge of Darkness.